# Karl Beijbom
Karl Gunnar Marian Beijbom, född 21 februari 1947 i Strängnäs, är en svensk journalist, redaktör och bokförläggare.

## Biografi
Karl Beijbom har varit verksam i svensk press sedan 1970 som reporter, redaktionschef, kulturchef och chefredaktör. Han har arbetat på Expressen (reporter), Arbetaren (redaktionschef), Göteborgs-Posten (kulturchef), Scanorama (chefredaktör), Management Magazine (chefredaktör) och Prosana (chefredaktör).
Från 2022 är han skribent på Magazin24 i Köping. Han har även varit verksam som bokförläggare i Beijbom Books AB, ett förlag med allmän utgivning: aforismer, romaner och diktsamlingar, facklitteratur och debattlitteratur. Bland utgivna författare märks Björn Ranelid, Rita Mestokosho, Kjell Albin Abrahamson, Ewa Rudling, Olle Rossander, Marianne Hamilton, Bengt Söderhäll, Ulla Keyling, Peppe Engberg, med flera. Förlaget är också verksamt på fransk marknad under eget förlagsvarumärke och har givit ut flera titlar, som bland annat säljs av bokhandelskedjan FNAC.
Under sin tid som kulturchef på Göteborgs-Posten blev Beijbom känd 1981 för den så kallade Manifest-striden, där han lät publicera ett manifest för teaterns konstnärliga förnyelse författat av Peter Oskarson. Oskarson hävdade att dokumentet var ett internt arbetsmaterial och stämde Beijbom och Göteborgs-Postens ansvarige utgivare Lars Hjörne för brott mot upphovsrätten. Saken drevs ända upp till Högsta domstolen som 1985 gav Oskarson rätt och dömde Hjörne och Beijbom till vardera 20 dagsböter, samt ett skadestånd på 2 001 kronor där 2 000 kronor var ersättning för artikeln och 1 krona var ersättning för det lidande Oskarson fått utstå.
Karl Beijbom ansvarade för SAS kultursponsringssatsningar under några år på 1980-talet och var då också rådgivare i kommunikationsfrågor åt dåvarande VD:n Jan Carlzon. Fram till 1989 var han chefredaktör för SAS engelskspråkiga månadsmagasin Scanorama. Beijbom var under fyra år på 1990-talet verksam som informationskonsult inom Carta Corporate Advisors (idag Allan Booz & Hamilton) och var då också kontorschef för dess verksamhet i Göteborg.

## Utmärkelser
- 1974 - Stora Journalistpriset, kategori Annan periodisk press (då verksam på den syndikalistiska veckotidningen Arbetaren), "Fri kulturell och politisk debatt", med motiveringen "För att han i en tid av pressdöd och polarisering lyckats göra Arbetaren till ett mångsidigt och oortodoxt forum för en fri kulturell och politisk debatt."[2]
- 1989 - Inflight Magazine of The Year, av den ledande internationella branschtidningen Air Transport World ("ATW")
- 1992 - Beijbom utnämndes till kommendör av den polska orden Polonia Restituta av president Lech Wałęsa, för Beijboms opinionsbildande insatser till förmån för Polens frihet och demokrati under diktaturtiden.[3][4]